# Have a Party
«Have a Party» — перший сингл із сьомого студійного альбому американського реп-дуету Mobb Deep Blood Money, четвертий сингл із саундтреку «Розбагатій або помри». Також є дебютним синглом дуету на G-Unit Records.
Як семпл використано «I Love Rock 'n' Roll» у виконанні Joan Jett & The Blackhearts. Рядки з куплету 50 Cent «Success is my drug of choice, I'm high off life/Another move, another mill, lets get right, aight» присутні в іншому порядку на оригінальній версії «Outta Control».

## Відеокліп
На початку відео 3 дівчини отримують запрошення до маєтку G-Unit після купівлі CD-синглу. Вдома вони слухають Funkmaster Flex на радіо й вирушають до будинку Фіфті. Камео: Young Buck, Ллойд Бенкс, Тоні Єйо, Spider Loc.

## Чартові позиції
| Чарт (2006)                       | Найвища позиція |
| --------------------------------- | --------------- |
| US Bubbling Under Hot 100 Singles | 5               |
| US Hot Rap Tracks                 | 23              |
| US Hot R&B/Hip-Hop Songs          | 49              |